# 光の惑星
『光の惑星』（ひかりのわくせい）は、2010年に公開された『時をかける少女』のスピンオフ作品。ハンゲーム内で、動画版と小説版が公開された。この他、ハンゲーム内のコラボゲームや企画なども取り扱う。

## ストーリー
舞台は、近未来（2011年）の宇宙戦争で滅亡寸前となった地球。

## 概要
2010年の『時をかける少女』の中で溝呂木涼太により制作されていた架空の自主制作映画作品（いわゆる劇中劇）。動画版の第2話や第3話で映される地下シェルターは、『続 タイムトラベラー』でケン・ソゴルが21世紀に造った秘密基地に近い造形となっている。2010年の『時をかける少女』内で台本が映る際、ミクの役名の検討案としてマコトとなっているシーンがある。
なお、ラストで行われる変更は、2010年の『時をかける少女』での主人公あかりの行動にリンクしており、ラストのある人物の行動は『時をかける少女』であかり自身がとろうとした行動に類似している。

## 登場人物
- ヒロ - 松下優也
- ハル - キタキマユ
- ミク - 松田七星
- ミクの母 - 田仲祐希
- サトウ - 鎌田雄介

- 芳山あかり[2] - 仲里依紗

## ハンゲーム内のコラボ
時をかける少女 公式サークル
「時を超えてでも会いたい人」という題材で、参加者の一部には仲里依紗のサイン入り写真集やアバターオリジナルアイテムなどが渡された。
ハッピージグソー
全5種類のコラボパズルが期間限定で追加された。
未来の桜を見る君へ
本作とのコラボのために制作されたオリジナルパズルゲーム。